# Брунув (Львувецький повіт)
Брунув (пол. Brunów, нім. Braunau) — село в Польщі, у гміні Львувек-Шльонський Львувецького повіту Нижньосілезького воєводства.
Населення — 140 осіб (2011).
У 1975-1998 роках село належало до Єленьоґурського воєводства.

## Демографія
Демографічна структура станом на 31 березня 2011 року:
|          | Загалом | Допрацездатний вік | Працездатний вік | Постпрацездатний вік |
| -------- | ------- | ------------------ | ---------------- | -------------------- |
| Чоловіки | 66      | 10                 | 54               | 2                    |
| Жінки    | 74      | 18                 | 47               | 9                    |
| Разом    | 140     | 28                 | 101              | 11                   |